# Diecezja Facatativá
Diecezja Facatativá (łac. Dioecesis Facatativensis, hisz. Diócesis de Facatativá) – rzymskokatolicka diecezja w Kolumbii. Biskup Facatativá jest sufraganem arcybiskupa Bogoty.

## Historia
16 marca 1962 roku papież Jan XXIII bullą  Summi Pastoris erygował diecezję Facatativá. Dotychczas wierni z tych terenów należeli do archidiecezji bogotańskiej.
29 marca 1984 roku diecezja utraciła część terytorium na rzecz nowo powstałej diecezji La Dorada-Guaduas.

Mapa diecezji

## Biskupi Facatativá
- Raúl Zambrano Camader (1962–1972)
- Hernando Velásquez Lotero (1973–1985)
- Luis Gabriel Romero Franco (1986–2010)
- Luis Antonio Nova Rocha (2010–2013)
- José Miguel Gómez Rodríguez (2015–2021)
- Pedro Manuel Salamanca Mantilla (od 2022)

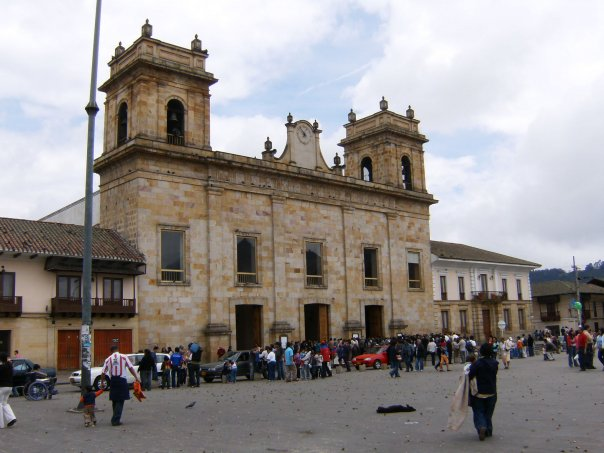
Katedra w Facatativá